# الطاقة النووية في فنلندا

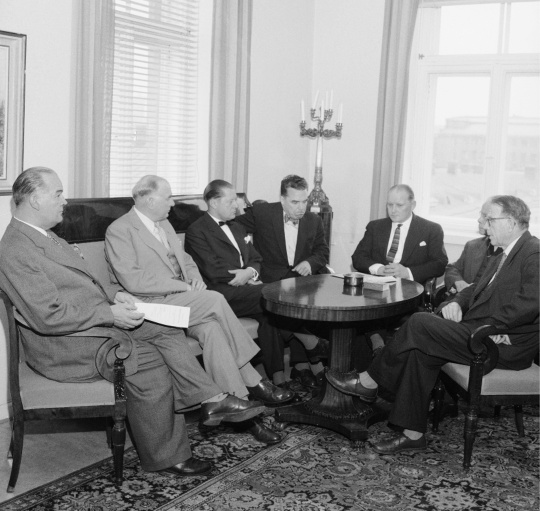
المجلس الفنلندي للطاقة النووية، في الصورة من اليمين : الاكاديمي اي فيرتانين و وزير المالية بايفي هاتميكي و آخرين

تمتلك فنلندا أربعة مفاعلات نووية موزعة على محطتي طاقة نووية اعتبارًا من عام 2019، وجميعها تقع على سواحل البحر البلطي، وهي توفر 30% من إنتاج الطاقة الكلي في فنلندا. وُضع أول مفاعل نووي قيد التشغيل في عام 1977. علاوة على ذلك ثمة مفاعل آخر قيد الإنشاء، ومن المخطط أن يكون جاهزًا للعمل في مارس 2021. تخطط فنلندا كذلك إلى بناء مفاعل سادس. وإذا اكتملت تلك المشاريع بنجاح فسوف تتضاعف حصة الطاقة النووية من الطاقة الكلية حتى تصل إلى 60%.
تُعد مفاعلات فنلندا النووية من بين أفضل مفاعلات العالم من حيث الإنتاجية، إذ وصل متوسط معاملات الأحمال إلى 95% في العقد الثاني من الألفية الثالثة.

## محطات الطاقة النووية قيد التشغيل

### المفاعلات
| الموقع                         | اسم الوحدة | نوع المفاعل     | محصلة القدرة الكهربية | المزود               | تاريخ بداية التشغيل |
| محطة لوفيسا للطاقة النووية     | LO1        | مفاعل ماء مضغوط | 507 ميغاواط           | أتومين إيرغو إكسبورت | 1977                |
| محطة لوفيسا للطاقة النووية     | LO2        | مفاعل ماء مضغوط | 507 ميغاواط           | أتومين إيرغو إكسبورت | 1980                |
| محطة أولكيليوتو للطاقة النووية | OL1        | مفاعل ماء مغلي  | 890 ميغاواط           | إيه إس إي إيه        | 1978                |
| محطة أولكيليوتو للطاقة النووية | OL2        | مفاعل ماء مغلي  | 890 ميغاواط           | إيه إس إي إيه        | 1980                |

### محطة لوفيسا
تقع المحطة في لوفيسا على الساحل الجنوبي المطل على خليج فنلندا، وتحتوي المحطة على مفاعلي ماء مضغوط من طراز VVER-440 من تصميم شركة أتومين إيرغو إكسبورت السوفيتية، وهي مزودة بمعدات وهياكل احتواء وأنظمة تحكم من تصميم غربي. تمتلك شركة فورتوم المحطة وتديرها. بدأ إنتاج الطاقة في المحطة في عامي 1977 للمفاعل الأول و1980 للمفاعل الثاني، وينتج كل واحد منهما الآن 507 ميغاواط من القدرة الكهربية. وفي 26 يوليو 2007 مُنحت شركة فورتوم تراخيص جديدة لتشغيل المفاعلات حتى عامي 2027 و2030 على الترتيب، وذلك بشرط اجتياز اختبارات الأمان المُخطط لها في عامي 2015 و2023.

### محطة أولكيليوتو
تمتلك شركة تيوليسودين فويما محطة أولكيليوتو التي تقع في يورايوكي على الساحل الغربي بالقرب من راوما. وهي تشمل مفاعلي ماء مغلي كلاهما ينتج 980 ميغاواط من القدرة الكهربية. صممت الشركة السويدية أسيا-أتوم (التي تُعرف حاليًا باسم إيه بي بي جروب) هذين المفاعلين، ووُضعا قيد التشغيل في عام 1978 بالنسبة للمفاعل الأول، وعام 1980 بالنسبة للمفاعل الثاني.
تسعى شركة أريفا لبناء مفاعل ثالث في موقع محطة أولكيليوتو، ومن المُخطط أن تصل قدرته الإنتاجية إلى 1,600 ميغاواط كهرباء. وكان من المتوقع في البداية أن تنتهي أعمال الإنشاء في عام 2009، ولكن المشروع تأخر لمدة 12 عامًا. تخطت تكاليف الإنشاء حاليًا 8 مليارات يورو، وتخلت الشركة عن فكرة إنشاء مفاعل رابع.

### مفاعل أوتانييمي للأبحاث، إف أي أر 1
مفاعل إف أي أر 1 هو مفاعل نووي صغير للأبحاث العلمية يقع في أوتانييمي، إسبو، وهو من طراز تريغا مارك 2. تم إنشاءه من أجل جامعة هلسنكي للتكنولوجيا في عام 1962. وهو مملوك لمركز أبحاث في تي تي منذ عام 1971، وقدرته الإنتاجية تصل إلى 250 كيلوواط. يُستخدم هذا المفاعل بشكل أساسي في جلسات العلاج باصطياد النيوترون بالبورون، والأبحاث بصفة عامة. أُغلق هذا المفاعل بشكل دائم في 30 يوليو 2015، ومن المخطط تفكيكه في الفترة 2019–2022. ومن المفترض أن يعود وقود المفاعل المُستهلك إلى الولايات المتحدة.

## المخلفات النووية
في البداية كانت فنلندا تصدر الوقود المستهلك من محطة لوفيسا إلى الاتحاد السوفيتي كي تتم معالجتها. ولكن بعد خروج أنباء كارثة كيشتيم التي وقعت في مصنع إعادة المعالجة النووية في ماياك إلى العلن في عام 1976، اعتبرت فنلندا أن الخيار السابق غير مقبول من ناحية سياسية. وبناء على ذلك أصدرت فنلندا تعديلًا على قانون الطاقة النووية الفنلندي في عام 1994 يقتضي أن تتم معالجة المخلفات النووية التي تنتجها فنلندا في فنلندا. واعتبارًا من تاريخ إصدار هذا القانون تُدفن جميع المخلفات النووية في فنلندا بشكل دائم في طبقات صخر الأساس تحت الأرض.
وقع الاختيار على مستودع أونكالو للوقود النووي المُستنفد في أولكيليوتو في عام 2000 ليكون أول مستودع جيولوجي عميق للوقود النووي المُستنفد. يحتوي هذا المستودع على الوقود النووي المُستنفد الناتج عن تشغيل محطات الطاقة التي تمتلكها شركتي فورتوم وتي في أو.